# Sergej L'vovič Sobolev
Sergej L'vovič Sobolev in russo Серге́й Льво́вич Со́болев? (San Pietroburgo, 6 ottobre 1908 – Mosca, 3 gennaio 1989) è stato un matematico sovietico, noto soprattutto per gli spazi che portano il suo nome e per l'introduzione delle funzioni generalizzate. Esercitò notevole influenza sugli sviluppi dell'analisi funzionale e delle equazioni alle derivate parziali.

## Biografia
Sobolev si laureò nel 1929 all'Università di Leningrado, dove fu allievo di Nikolaj Maksimovič Gunter. Dopo la laurea lavorò con Vladimir Smirnov, che egli considerò il suo secondo maestro.
Dal 1932 lavorò a Leningrado ed, in seguito, all'Istituto Steklov di Matematica di Mosca dal 1934. Era a capo dell'Istituto quando questo dovette trasferirsi a Kazan', durante la Seconda guerra mondiale. Fu professore all'Università di Stato di Mosca dal 1935 al 1937 e vice direttore del Laboratorio 2 (1943-1945), dedicato all'energia nucleare, dove prese parte al programma nucleare sovietico.
Nel 1956 Sobolev si unì a molti altri preminenti scienziati per proporre un'iniziativa scientifica ed educativa su larga scala per le regioni orientali dell'Unione Sovietica, che in seguito condusse alla costituzione della divisione siberiana dell'Accademia delle Scienze. Egli fu il fondatore ed il primo direttore dell'Istituto di Matematica ad Akademgorodok, vicino a Novosibirsk, che poi prese il suo nome; inoltre ebbe un ruolo importante nella costituzione e nello sviluppo dell'Università di Stato di Novosibirsk.
È famoso per i suoi lavori nell'ambito dell'analisi matematica e nella teoria delle equazioni alle derivate parziali.
Si deve a lui l'introduzione della nozione di spazio di Sobolev, che viene definito mediante una richiesta sull'andamento delle trasformate di Fourier; gli spazi di Sobolev ed i relativi teoremi di immersione sono di fondamentale importanza per l'analisi funzionale.
Le funzioni generalizzate (in seguito più comunemente chiamate distribuzioni) furono introdotte per la prima volta da Sobolev nel 1935 al fine di fornire soluzioni deboli alle equazioni differenziali; solo successivamente esse furono maggiormente sviluppate da Laurent Schwartz.
Sobolev seppe astrarre la nozione classica di differenziazione in modo da ampliare la portata delle applicazioni della tecnica che risale a Newton e Leibniz. Molti considerano la teoria delle distribuzioni come il calcolo infinitesimale dell'epoca moderna.